# Stagnicola catascopium
Stagnicola catascopium är en snäckart som först beskrevs av Thomas Say 1867.  Stagnicola catascopium ingår i släktet Stagnicola och familjen dammsnäckor. IUCN kategoriserar arten globalt som livskraftig.

## Underarter
Arten delas in i följande underarter:
- S. c. catascopium
- S. c. nasoni
- S. c. preblei